# Minnesota Lynx 1999
La stagione 1999 delle Minnesota Lynx fu la 1ª nella WNBA per la franchigia.
Le Minnesota Lynx arrivarono quarte nella Western Conference con un record di 15-17, non qualificandosi per i play-off.

## Roster
| N° | Naz.                          | Ruolo | Sportivo       | Anno | Alt. | Peso |
| -- | ----------------------------- | ----- | -------------- | ---- | ---- | ---- |
| 3  | Stati Uniti (bandiera)        | A     | Brandy Reed    | 1977 | 185  | 76   |
| 5  | Stati Uniti (bandiera)        | AC    | Andrea Lloyd   | 1965 | 188  | 75   |
| 9  | Australia (bandiera)          | G     | Trisha Fallon  | 1972 | 191  | 75   |
| 13 | Stati Uniti (bandiera)        | G     | Tonya Edwards  | 1968 | 178  | 72   |
| 14 | Stati Uniti (bandiera)        | G     | Katie Smith    | 1974 | 180  | 82   |
| 19 | Stati Uniti (bandiera)        | G     | Sonja Tate     | 1971 | 173  | 68   |
| 21 | Stati Uniti (bandiera)        | G     | Charmin Smith  | 1975 | 178  | 66   |
| 24 | Stati Uniti (bandiera)        | A     | Kristin Folkl  | 1975 | 188  | 88   |
| 32 | Stati Uniti (bandiera)        | A     | Adia Barnes    | 1977 | 180  | 75   |
| 35 | Papua Nuova Guinea (bandiera) | G     | Annie Burgess  | 1969 | 170  | 64   |
| 44 | Stati Uniti (bandiera)        | A     | Angie Potthoff | 1974 | 188  | 84   |

## Staff tecnico
- Allenatore: Brian Agler
- Vice-allenatori: Kelly Kramer, Heidi VanDerveer